# Мезозоик
Мезозоик је једна од три геолошке ере фанерозојског еона.  Подела времена на ере је почела са Ђованијем Ардуином у 18. веку, иако је оригинално име за данашњи мезозоик било „секундар“ (с тиме да је модерна ера била названа терцијар). Смештен између палеозоика и кенозоика, мезозоик значи „средњи живот", на грчком:  Μεση (меси), Μεσαίο (месео) за средње и ΖΩΗ (зои) за живот. Често се зове „Доба средњег живота“ или „Доба диносауруса“, према фауни која је доминирала у то време.
Мезозоик је био време тектонске, климатске и еволуцијске активности. Континенти су се поступно мењали од стања међусобне повезаности према њиховој данашњој конфигурацији; ова подела је довела до специјације и других важних еволуцијских догађаја. Клима је била доста топла кроз цели период па је имала важну улогу при еволуцији и развоју нових животињских врста. Пред крај ере већ је постојала основа модерног живота.

## Геолошке периоде
Након палеозоика, мезозоик је трајао отприлике 180 милиона година: од око пре 251 милиона година до почетка кенозоика пре 65 Ма. Овај временски оквир је подељен у три геолошке периоде. Од најстаријег према најмлађем:
- тријас (248.2 Ма до 205.7 Ма)
- јура (205.7 Ма до 144.2 Ма)
- креда (144.2 Ма до 65.5 Ма)

Доња (тријаска) међа је дефинисана пермско-тријаским изумирањем, током кога је 90%-96% морских врста и око 70% копнених кичмењака изумрло, иако су те апроксимације доведене у питање, при чему неки палеонтолози процењују стварне бројке на нивоу од 81%.. То се исто тако назива „Великим умирањем“ с обзиром да представља највеће масовно изумирање у историји Земље. Горња (кредна) међа је одређена Кредно-терцијарним (КТ) изумирањем, за које се претпоставља да се десило након удара метеора који је створио кратер Чикшулуб на полуострву Јукатан. Око 50% свих родова је изумрло, укључујући све диносаурусе осим птица.

## Тектоника
Уопштено говорећи, мезозојска ера је обележена повећаном тектонском активношћу. Почела је када је сва светска копнена маса била оформила један суперконтинент зван Пангеа. Пангеа се постепено раздвајала на северни континент - Лауразију - и јужни континент - Гондвану. Пред крај ове ере, дошло је до формирања континената са данашњим облицима. Лауразија је постала Северна Америка и Еуразија, док се Гондвана разбила на Јужну Америку, Африку, Аустралију, Антарктик, док се индијски потконтинент сударио с Азијом и створио Хималаје.

## Мезозојска клима
Тријас је углавном био сув, што је тренд који је био почео у касном карбону, те са јасним годишњим добима, поготово у унутрашњости Пангее. Низак ниво мора је такође погодовао екстремним температурама. Вода делује као стабилизатор температуре због своје високе специфичне топлоте, и копно у близини великих водених маса, поготово океанских, има мање температурних варијација. С обзиром да је већина копна које је сачињавало Пангеу било удаљено од океана, температуре су се често драстично мењале, те се унутрашњост Пангее вероватно састојала од великих пустиња. Докази у облику црвених наслага и евапорита попут соли подржавају такав закључак.
Ниво мора је почео расти током јуре, вероватно због ширења океанског дна. Стварање нове коре испод површине је избацило океанску воду на 200 m изнад данашњег нивоа, што је поплавило обална подручја. Надаље, Пангеа се почела раздвајати на мање целине, доводећи све више копна у додир с морем кроз стварање Тетиса. Температуре су настављале да расту, али су се стабилизовале. Влажност се такође повећала због близине воде, а пустиње су се повукле.
Клима у доба креде је мање позната, па је извор контроверзи. Делимично захваљујући већој количини угљен-диоксида у атмосфери, светски температурни градијент од севера до југа постао је готово раван: температуре су биле сличне на целој планети. Просечне температуре су такође биле знатно више него данас, око 10 °C. У ствари, средином креде су океанске воде на екватору имале температуру од 20 °C у дубоком океану, што их је можда учинило непогодним за живот, а копно близу екватора је могло бити пустиња без обзира на близину воде. Циркулација кисеоника у дубоком океану је такође можда била поремећена. Због тога су се велике количине органске материје акумулирале, јер се нису биле у стању распасти те су се временом наталожиле као „црни шејл“.
Сви подаци, међутим, не подржавају горенаведене хипотезе. Чак и уз велику топлоту, температурне флуктуације требало је да буду довољне да се задрже поларне капе и ледници, али не постоје докази ни за једно ни за друго. Квантитативни модели такође нису успели да реконструишу равнину температурног градијента у креди.

## Мезозојски живот
Изумирање готово свих животињских врста на крају пермске периоде је створило услове за радијацију многих нових облика живота. То се посебно односи на изумирање крупних динокефалних биљоједа и месождера који су иза себе оставили празне еколошке нише. Неки од њих су преживели цинодонти дикинодонти, с тиме да су потоњи касније изумрли. животињским светом током мезозоика су, међутим, доминирали крупни архосаурски рептили који су се појавили неколико милиона година након пермског изумирања: диносауруси, птеросауруси, те морски рептили као ихтиосауруси, плезиосауруси и мосасауруси.
Климатске промене у касној јури и креди су донеле нове адаптивне радијације. Јура је представљала врхунац разноликости архосауруса, а тада су се појавиле прве птице и плацентални сисари. ангиосперме су своју радијацију имале почетком креде, прво у тропима, а равни температурни градијент им је омогућио да се прошире према половима. Пред крај креде ангиосперме су доминирале флором у многим подручјима, иако неки докази сугеришу да су биомасом доминирале цикаде и игличарке све до К-Т изумирања.
Неки тврде да су се инсекти диверсификовали с појавом ангиосперми јер је анатомија инсеката, посебно делови уста, погодна за цветнице. Међутим сви делови инсеката су били претходили ангиоспермама, а диверсификација се с доласком цветница успорила, па се може закључити да је њихова анатомија служила некој другој сврси.
Како су температуре у морима расле, тако су велике животиње раног мезозоика почеле нестајати док су мање животиње свих врста, укључујући гуштере, змије, а можда чак и претке примата међу сисарима еволуирале. К-Т изумирање је потврдило тај тренд. Велики архосауруси су изумрли, док су се птице и сисари наставили развијати, као што је и данас случај.
Мезозојска ера је била изузетно дуг временски период, за време ког је дошло до појаве, развоја и нестанка појединих врста живог света које су смењивале једна другу, тако да се може разликовати најмање шест узастопних еволутивних заједница или царстава копнених кичмењака (тетрапода). Ако се као критеријум за поделу узму велики биљождери, та царства или заједнице се могу поделити на:
- листросауре (најранији тријас)
- канемејерииде-траверсдонтиде – рани (оленекијски) до касног карнијско-тријаског периода);
- платеосауре-вулканодонтиде (касни тријас (норијски) до ране јуре)
- сауроподе-стегосауре (средња - касна јуре)
- игуанодонте-нодосауре (рана - средња креда)
- кретопсе-хадросауре (касна креда – само у Лауразији, док су Гондваном владали титаносауриди и месождери абелисауриди).

У морима се организми могу поделити на:
- миксосауре-нотосауре (средњи тријас)
- шастасауре (касни тријас)
- ихтиосауре-плезиосауриде-плезиосауриде (најкаснији тријас (ретијски) до ране јуре)
- офталмосауре-плиосауриде-метриоринхиде (средња јура – рана креда) и
- протостегидско-елазмосауридско-мосаурске заједнице (средња до касне креде)[12]